# スウィート・スウィートバック
スウィート・スウィートバック（英：Sweet Sweetback's Baadasssss Song）は、1971年のアメリカ合衆国のブラックスプロイテーション映画。メルヴィン・ヴァン・ピーブルズが製作、脚本、監督、主演、作曲、編集をつとめている。
スティーヴン・ジェイ・シュナイダーの『死ぬまでに観たい映画1001本』に掲載されており、2020年には「文化的、歴史的、または美的に重要である」として、 アメリカ議会図書館によってアメリカ国立フィルム登録簿への保存対象に選ばれた。

## ストーリー
1940年代のロサンゼルス。アフリカ系アメリカ人の孤児の少年が娼館に引き取られ、タオル係として働くようになる。彼はそこで売春婦のひとりに誘惑され、性的能力の高さから「スウィート・スウィートバック」と名付けられる。成長した彼は、娼館での性行為を見せ物とするショーのパフォーマーとして働いていた。
ある晩、ロサンゼルス市警の白人警官二人が娼館にやってくる。黒人男性が殺された事件に対し、黒人コミュニティから捜査の圧力がかかっていたため、スウィートバックを形だけ逮捕して数日後に無実として釈放しようという提案を持ちかける。娼館の主人ビートルはこれを受け入れ、スウィートバックは警察に連行される。
移送中、警官たちはブラックパンサー党の若者ムームーも一緒に逮捕し、スウィートバックと手錠で繋ぐ。ムームーが警官を侮辱したことから、警官は彼を車から引きずり出して暴行を加える。これに対しスウィートバックは手錠を武器にして警官たちを殴り、重体に陥らせて逃走する。
彼は娼館に戻り助けを求めるが、ビートルは報復を恐れて拒否する。その後、スウィートバックは再び逮捕され、警察署長の命令で拷問を受けるが、黒人革命家がパトカーに火炎瓶を投げつけた混乱の隙に脱出。旧知の女性のもとを訪ねるが、彼女も協力を拒み、見返りに性行為を求めた上で手錠を切断するにとどまる。続いて教会の神父を頼るが、薬物リハビリ施設が警察の報復を受けることを恐れてこれも断られる。
一方、警察はスウィートバックの行方を探るため、ビートルに尋問を行い、耳元で発砲し両耳の聴覚を麻痺させる。スウィートバックはムームーと合流し、黒人ギャングの協力でロサンゼルスの郊外へ移動。途中立ち寄った建物は、偶然ヘルズ・エンジェルスのアジトであることが判明。彼らのリーダーとの決闘が始まるが、相手が女性と知ったスウィートバックはセックスで決闘することを選び、これに勝利する。
バイカーたちはふたりを残し、黒人バイククラブ「イースト・ベイ・ドラゴンズ」の一員が迎えに来るまで待つよう伝える。しかしその夜、警官二人がクラブを急襲。スウィートバックは正当防衛の末に警官を殺害するが、ムームーは重傷を負う。翌朝、ドラゴンズの仲間が現れるも、バイクは一人乗りしかできない。スウィートバックは未来を担うムームーを先に逃すことを選ぶ。
警察は黒人コミュニティへの見せしめを狙い、誤認逮捕や暴力を激化。白人女性と関係を持っていた黒人男性をスウィートバックと誤認して暴行を加え、ビートルも車椅子生活を強いられるほどの暴力を受ける。遺体安置所でスウィートバックの遺体確認をさせられるが、別人と分かって笑みを浮かべる。
警察はスウィートバックの実母を突き止めるが、彼女は混乱した様子で、本名がリロイだと語る。逃走を続けるスウィートバックは、ヒッピーに金を払って服を交換し、ヘリコプターの追跡をかいくぐる。彼自身も銃撃で負傷しながら、トラックや貨物列車に密航し、南へ向かう。
乾燥した荒地を走り続け、水たまりの水やトカゲで命を繋ぐ。警察は彼が参加しているかもしれない田舎のヒッピー音楽イベントを捜索するが、スウィートバックは茂みの中で性行為を模した動きで身を隠し、難を逃れる。その後再び発見され、猟犬を使って追跡されるが、スウィートバックはティフアナ川（メキシコ国境）に到達。犬をナイフで倒して逃げ切り、メキシコに越境する。最後に「ツケを回収しに戻ってくる」と誓う。

## キャスト
- メルビン・ヴァン・ピーブルズ：スウィートバック役
  - マリオ・ピーブルズ（幼少期）
- ヒューバート・スケールズ：ムームー役
- サイモン・チャックスター：「ビートル」役
- ジョン・ダラガン：コミッショナー役
- ウェストゲイル
- ニーヴァ・ロシェル
- レッタ・ヒューズ：スウィートバックの昔の恋人役
- ニック・フェラーリ
- エド・ルー
- ジョニー・エイモス：バイカー役
- ラヴェル・ロビー
- テッド・ヘイデン

## 製作

### プリプロダクション
メルヴィン・ヴァン・ピーブルズは、コロンビア映画で監督した『ウォーターメロン・マン』の制作中、その脚本を白人リベラルへの風刺から、ブラック・パワー映画へと大きく方向転換させようと試みた。しかし、オリジナル脚本家のハーマン・ラウチャーは、リベラル文化の皮肉を描くという意図を貫こうとし、契約条項を利用して自らの脚本を小説化することでヴァン・ピーブルズの改変を阻止した。
『ウォーターメロン・マン』が商業的に成功すると、彼には3本契約のオファーが舞い込む。だがその契約が宙に浮いている間も、ヴァン・ピーブルズは「史上初のブラック・パワー映画」を実現するための構想を練り続けていた。ヴァン・ピーブルズはある日モハーヴェ砂漠へ車を走らせ、丘を越えて停車し、太陽に向かってしゃがみ込む。そこで「この映画は“白人社会の抑圧から解放される黒人”を描くのだ」と考えた。
しかし、どの映画スタジオからも出資を断られたため、彼は自己資金で映画を撮ることを決意。ビル・コスビーから5万ドルの融資を受けることができたが、コスビーは出資ではなく貸付であることを希望し、見返りは一切求めなかった。最終的に、ヴァン・ピーブルズは映画の全権を掌握した。主演俳優を募集したが、候補者たちは台詞が少ないことを理由に出演を断る。結果、ヴァン・ピーブルズ自身が主演を務めることとなった。

### 撮影
撮影初日、撮影監督ボブ・マクスウェルは異なる種類のライトを混ぜることに難色を示したが、ヴァン・ピーブルズは強行した。後にマクスウェルはその映像を見て喜び、以後は何も言わなくなったという。撮影はわずか19日間で行われた。多くの俳優が素人であったため、日によって髪型や衣装が変わるのを防ぐ必要があった。彼は「一気に全シークエンスで撮る（グロブ撮影）」という方法を採用した。
スタントマンを雇う余裕がなかったため、ヴァン・ピーブルズ自身がすべてのスタントをこなした。あるシーンでは橋からのジャンプを9回も繰り返したという。また、性的なシーンも一部は実際に行われたもので、撮影中に淋病に感染した。労災保険を申請し、「撮影中の負傷」として補償金を得た。その金でさらにフィルムを購入した。車が燃えるシーンでは、撮影の許可を得ていたものの、週末のため正式に登録されておらず、本物の消防車が現場に出動した。そのまま本編にも登場している。
ヴァン・ピーブルズと主なスタッフたちは、労働組合の支援がない中で映画を作っていたため、自己防衛のために武装していた。ある日、プロップ（小道具）箱に誤って本物の銃が入っていたこともあり、命に関わる危険と隣り合わせの現場だった。ヘルズ・エンジェルスのシーンでは、バイカーの一人が撮影途中で帰ろうとし、ナイフを取り出して威嚇したが、ヴァン・ピーブルズが指を鳴らすと、スタッフがライフルを構えて現れた。最終的にバイカーたちは撮影に応じた。映画のラストに登場する犬の死体は、動物愛護団体の冷凍庫に保管されていた死犬で、寄付と引き換えに提供されたという。

### 演出と編集
ヴァン・ピーブルズは、監督としての姿勢を「空腹の時の冷蔵庫」と表現し、「あるものを全部ぶち込んで、味つけ（編集）で勝負する」という考え方で演出に臨んだ。
ヴァン・ピーブルズは「黒人たちが互いの視線を避けるのではなく、堂々と立ち上がり、再び勝利を収めたかのような姿で映画館を後にできるような、勝利を収めた映画」を望んだ。ヴァン・ピーブルズは、大手スタジオが製作した映画は低予算の独立系映画よりも洗練されているように見えることを認識しており、「大手スタジオが製作できるものと同じくらい見栄えの良い」映画を作ろうと決意していた。
ヴァン・ピーブルズは撮影クルーの半数を第三世界の人々にしたいと考えていた。「…だから最良でも驚くほど多くのクルーが比較的経験の浅いことになるだろう。…撮影段階で非常に高度な技術的要求のある映画は、いかなる種類の映画にも挑戦すべきではない」と考えていた。ヴァン・ピーブルズは映画の資金調達が容易ではないことを知っており、「映画製作のあらゆるレベルで、映画メディア（第一に白人、第二に右翼）から多大な敵意を受けるだろう」と予想していたため。しかし、それに伴って技術的に未熟な面もあり、「とにかく柔軟性と機転で切り抜ける」ことを心がけた。
映画の編集では、当時としては斬新なモンタージュやジャンプカット、手ブレ撮影、ズーム、スローモーションなどを多用した。ニューヨーク・タイムズのスティーブン・ホールデンは、この映画の編集は「ジャズ的で即興的な雰囲気があり、画面にはスウィートバックの疎外感を象徴する不快なサイケデリック効果が頻繁に散りばめられている」と評した。

### 音楽
音楽も予算の都合上、ヴァン・ピーブルズ自身が作曲。楽譜が読めない彼は、ピアノの鍵盤に番号を振ってメロディーを記憶したという。
演奏は、当時まだ無名だったアース・ウィンド・アンド・ファイアーが担当した。彼らは一つのアパートに住み、食べ物にも困っていた状態だった。メンバーの一人がヴァン・ピーブルズの秘書と交際していた縁で抜擢された。ヴァン・ピーブルズは映画の映像を映写しながら、バンドにその場で音楽をつけさせた。ゴスペル風のコーラスとジャズのリズムが交互に使われ、そのサウンドは後のヒップホップにおけるサンプリングの先駆けとも言われている。
当時の映画では、音楽は公開から数ヶ月後にようやくアルバム化されるのが普通だった。しかし宣伝予算がなかったヴァン・ピーブルズは、先にサウンドトラックをリリースすることで映画の宣伝とした。

## 評価
本作に対する批評は賛否が分かれた。ロサンゼルス・タイムズ紙のケビン・トーマスは、「素朴で生々しいエピソードの連なりによって、ヴァン・ピーブルズは多くのアフリカ系アメリカ人にとっての活力、ユーモア、痛み、絶望、そして常に存在する恐怖を描いている」と評価した。ニューヨーク・タイムズのスティーヴン・ホールデンは本作を「革新的だが政治的に挑発的な作品」と評している。批評家のレビューを集約するウェブサイトRotten Tomatoesでは、30件のレビューに基づき73%の評価を得ている。
物語のラストは、黒人の観客にとって衝撃的であった。それまでの映画では「逃亡中の黒人男性」は必ず警察の手により命を落とすという描写が通例であったが、本作ではその期待が裏切られることとなった。映画評論家ロジャー・イーバートは、こうしたラストシーンを理由に本作を単なるエクスプロイテーション映画（搾取映画）と分類すべきではないと述べている。
ニューヨーク・タイムズのクレイトン・ライリーは、本作の美学的革新性を高く評価しつつ、主人公スウィートバックについては「彼は究極のセクシュアリストであり、その虚ろな眼差しと無表情な口元には、アメリカの家庭内植民地主義の規範が刻まれている」と述べた。また別のレビューでは「スウィートバックという、俗悪な性的アスリートであり逃亡者でもある人物は、黒人の現実に基づいている。我々は彼の存在を望まないかもしれないが、彼は確かに存在している」と記している。
評論家のドナルド・ボーグルはニューヨーク・タイムズのインタビューにおいて、本作が黒人観客の“代償的欲求”を満たしたと語っている。彼らは長年にわたって、セクシュアリティを否定された「シドニー・ポワチエ型」の黒人キャラクターを見せられてきたが、本作のように「性的に有能で、自信に満ちた、傲慢な黒人男性ヒーロー」を望んでいたのだという。
ニューヨーク近代美術館のキュレーター、スティーヴン・ヒギンズは、本作の歴史的位置づけについて以下のように記している。「オスカー・ミショー以来、これほど創造過程を完全に掌握し、自らの個人的・文化的現実に根ざした作品をつくりあげたアフリカ系アメリカ人の映画作家はいなかった。そのため、白人中心の批評界が困惑を示したことにも驚きはなかった。本作の魅力は、スーパースタッド（性的英雄）が警察から逃げるストーリーにあるというよりも、白人文化の参照を一切排除し、スタイルと内容がどのように相互に作用し合うかについての全く新しい理解にある」。
Metroactiveのニッキー・バクスターは賛否両論のレビューをした。「『スウィート・スウィートバック』は、ブラックスプロイテーション時代に登場した最も強烈で過激な黒人男性像を提示した。作品としての粗さも含めて、本作は当時隆盛を極めていたブラック・アーツ運動の進歩的理念に最も近い映画の一つだと言える。ハリウッド外で、アメリカ生まれのアフリカ系作家が脚本・製作・監督を務めた点からも、この作品は厳密にはブラックスプロイテーション映画には分類されないかもしれないが、いくつかのテーマ的共通点は否定できない。本作が最も効果を発揮するのは、スウィートバックが“種馬”から“初期的ナショナリスト意識”へと成長する旅を描く部分である。過去の黒人映画に見られたホレイショ・アルジャー的な統合主義とは異なり、ここではアウトローがアウトローの中で育まれ、主流から切り離されたコミュニティの中でこそ彼は救済を得るのだ」と述べている。

### 反響
ブラックパンサー党の指導者ヒューイ・P・ニュートンは、本作の革命的意義を称賛し、党の機関紙において丸々一号を割いて特集を組んだ。彼は「これは黒人によって製作された、初めての真に革命的な黒人映画である」として歓迎しており、映画冒頭のクレジットに「出演：黒人コミュニティ」と記されていることが、犠牲者共同体における団結の必要性を示していると指摘した。さらに、作中で少年が女性と性交するシーンについて、「これは実際には真の男としての“洗礼”であり、黒人男女の愛と団結の重要性を示すもの」とも述べている。この場面は、前述のプロットでも触れられた“レイプ・シーン”に該当する。以後、本作はブラックパンサー党のメンバーにとって必見映画とされるようになった。
これに対し、歴史家のレローネ・ベネット・ジュニアは、Ebony誌に「解放オーガズム：スウィートバック・イン・ワンダーランド」と題した反論的エッセイを発表した。彼は本作における「ブラック・アセスティック（黒人美学）」を論じたうえで、「貧困やゲットーの悲惨さをロマン化している」と批判し、「一部の男たちは“空腹の腹と豊満な売春婦”を黒人美学と誤認している」と論じた。最終的に彼は、本作を「革命的でもなければ“黒い”わけでもない。なぜなら、それは歴史性を欠いた、パニックと絶望によって動く、自己中心的なスーパーヒーローの幻想に過ぎないからだ」と結論づけている。また、序盤に描かれる10歳の少年と娼婦の性交についても、「40歳の売春婦による児童レイプである」と明言している。彼はまた、スウィートバックが性的魅力によって危機を切り抜ける展開について「解放オーガズム（Emancipation Orgasms）」と揶揄し、以下のように述べている：「率直に言おう。性交によって自由を勝ち取った者はいない。そして、1971年の黒人たちに対して“性交すれば自由になれる”などと示唆することは、有害で反動的である。もし性交によって自由になれるのなら、黒人たちは400年前にすでに千年紀を祝っていたはずだ」。
詩人で作家のハキ・R・マブトゥティ（当時の名はドン・L・リー）もこの批判に同意し、「本作は制限された、金儲け目的の、自己中心的なファンタジーであり、メルヴィン・ヴァン・ピーブルズ個人による“黒人コミュニティ”遍歴の物語である」と述べている。

## 影響
本作は、アフリカ系アメリカ人映画史上重要な映画とみなされている。この映画は、主に白人監督によるエクスプロイテーション映画で構成されるブラックスプロイテーションジャンルの創造につながったとバラエティ誌は評価した。 スパイク・リーは、「『スウィート・スウィートバック』は、我々が必要としていた答えを全て与えてくれた。これは、映画（本物の映画）の作り方、自分で配給する方法、そして最も重要な、お金のもらい方の例だった。スウィートバックがいなければ、 「シーズ・ガッタ・ハヴ・イット」 、 「ハリウッド・シャッフル」、「ハウス・パーティー」のような映画は存在しなかったかもしれない。」
ロバート・リード・ファーは「…『スウィートバック』は（正しいと私は思うが）いわゆるブラックスプロイテーション映画の長い歴史の最初の作品とみなされていた…」と書き、さらにヴァン・ピーブルズは「何十年にもわたる伝統を打ち破り、黒人アメリカ人の魅力的かつリアルなイメージを主流の映画館にもたらした最初の芸術家の一人だった…」と述べている。
2004年、マリオ・ヴァン・ピーブルズは『スウィート・スウィートバック』の製作過程を描いた伝記映画『バッドアス! 』で監督・主演を務め、自身の父親役も務めた。この映画は批評的には好評だったものの、商業的には成功しなかった。
2019年にニューヨーク近代美術館が所蔵する重要な美術作品を記念して出版した参考書の中で、映画部門の副学芸員であるアン・モラは、本作の重要性は映画製作の歴史を超え、「社会意識、文化、政治的言説」への影響は疑いようがないと述べている。